# Athens (Tennessee)
Athens – miasto w Stanach Zjednoczonych, w stanie Tennessee, siedziba administracyjna hrabstwa McMinn.